# San Joaquín (Chile)
San Joaquín ist eine Gemeinde der Región Metropolitana de Santiago mit 94.492 Einwohnern (2017). Sie ist eine der Gemeinden der Provinz Santiago und bildet ein Stadtviertel von Groß-Santiago.

## Etymologie
Der Name der Komunne geht auf den Heiligen Joachim (San Joaquín auf Spanisch) zurück, der der Vater der Jungfrau Maria war.

## Geografie
San Joaquín liegt im Zentrum der Metropolregion Santiago grenzt im Norden an die Gemeinde Santiago, der Santa Maria Park dient als Grenze (ehemalige Eisenbahnlinie), im Osten an die Gemeinden Ñuñoa, Macul und La Florida, durch die Avenida Vicuña Mackenna, im Westen an die Gemeinde San Miguel, durch die Avenida Santa Rosa und im Süden an die Gemeinde La Granja, durch die Avenida Lo Ovalle.

## Geschichte
San Joaquín entstand aus der territorialen Teilung der Gemeinde San Miguel im Jahr 1981 und nahm seine Verwaltungsfunktionen am 15. Juli 1987 mit dem ersten Bürgermeister Jaime Orpis Bouchon auf.

## Demografie
Laut der Volkszählung 2017 lebten in der Gemeinde San Joaquín 94.492 Personen. Davon waren 45.831 Männer und 48.661 Frauen, womit es einen leichten Frauenüberschuss gab.